# Macromitrium stellulatum
Macromitrium stellulatum är en bladmossart som beskrevs av Bridel 1826. Macromitrium stellulatum ingår i släktet Macromitrium och familjen Orthotrichaceae. Inga underarter finns listade i Catalogue of Life.